# Château de Magnanville
Pour les articles homonymes, voir Magnanville (homonymie).
Le château de Magnanville était un château français du XVIIIe siècle qui se situait à Magnanville, dans l'actuel département des Yvelines et la région d'Île-de-France, dans un parc de deux cents arpents dominant la vallée de la Seine entre Mantes-la-Jolie et Rosny-sur-Seine.
Reconstruit entre 1750 et 1753 par l'architecte François II Franque pour le compte de Charles Savalette, garde du Trésor royal, le château, dont le faste étonna les contemporains, a été détruit au début du XIXe siècle. Un château plus modeste, qui subsiste aujourd'hui, transformé en centre de gérontologie, a été reconstruit en 1807 pour le baron Robillard de Magnanville, régent de la Banque de France.

## Histoire
Les seigneurs de Magnanville, mentionnés dès le XIe siècle, relevaient de la châtellenie de Rosny-sur-Seine. On trouve des Magnanville, seigneurs de ce lieu, jusqu'au milieu du XIVe siècle.
Le fief appartient ensuite aux de Landes, auxquels succède François III Briçonnet (1573-1631), maître des comptes puis président de la Chambre des comptes de Paris, qui épouse vers 1600 Anne de Landes, dame de Magnanville, fille de Guillaume de Landes, seigneur de Magnanville, conseiller-doyen de la Grand'Chambre du Parlement de Paris. Le fief passe à leur fils, Guillaume Briçonnet (†1674), conseiller au Parlement de Paris puis Premier président du Grand Conseil, qui le transmet à son fils cadet, Jean-Baptiste Briçonnet (†1698), conseiller à la deuxième chambre des enquêtes puis à la Grand'Chambre du Parlement de Paris, mort sans postérité.

### Les Savalette et la reconstruction du château (1720-1767)

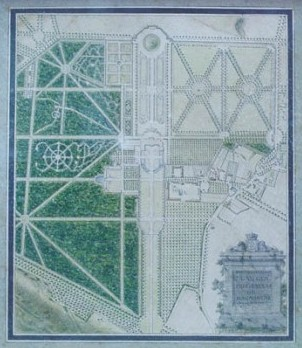
Plan du domaine de Magnanville en 1769.

Le fief devient alors la propriété de Pierre Groust de Lamotte (†1715), chevalier, conseiller du roi. Sa veuve épouse en secondes noces Louis Dupré et vend, en janvier 1720, la seigneurie de Magnanville au fermier général Charles Savalette (1683-1756) pour 900 000 livres.
Celui-ci agrandit le domaine en achetant les terres de Buchelay, Jouy, Fontenay, Soindres, Favrieux, Flacourt, Le Tertre, Boinvilliers, Rosay, Villette, Vert, Auffreville pour un total d'environ 7 millions de livres.
De 1750 à 1753, Charles Savalette fait rebâtir le château par l'architecte François II Franque. Le nouvel édifice, d'un faste qui étonne les contemporains, coûte 2 400 000 livres. Selon les Souvenirs du baron de Frénilly : « Parlons enfin de Magnanville où j'allai finir le temps des villégiatures [en 1797]. C'était, il y a environ quatre-vingts ans, un modeste château dans une situation admirable sur la hauteur qui domine Mantes, du côté gauche de la Seine. M. de Savalette l'acheta et voulut le réparer. Mais son architecte s'y prit si bien que le château acheva de tomber. Il fallut en construire un autre, et peu à peu cet autre devint un manoir royal en étendue, en magnificence et en décorations intérieures. De superbes jardins français s'élevèrent autour, et une avenue d'une lieue partit des portes de Mantes pour arriver aux grilles du château. »
Les énormes dépenses occasionnées par la construction et l'entretien de Magnanville écornèrent la considérable fortune de Savalette et contraignirent son fils, Charles-Pierre Savalette de Magnanville (1713-1797), maître des requêtes et intendant de Tours puis Garde du Trésor royal à la mort de son père, à se séparer du château.

### Les Tavernier de Boullongne (1767-1790)
En janvier 1767, Charles-Pierre Savalette vend le domaine, pour la somme de 800 000 livres augmentée de 100 000 livres pour l'ameublement, à Philippe-Guillaume Tavernier de Boullongne, dit de Préninville (1712-1789), receveur général des finances de la généralité de Poitiers en 1749 et fermier général de 1759 à 1789. Selon le baron de Frénilly : « Celui-ci y déploya un luxe digne de l'habitation. Magnanville devint le rendez-vous de la cour et de la ville. Si grand était le nombre des appartements de maître et le nombre des amis qui venaient les occuper, que M. de Boullongne avait fait faire en carton un relief du château qui montrait les portes de tous les appartements du premier et du second avec leurs numéros, et, chaque matin, son intendant venait ficher au-dessus de chaque porte le nom de l'ami, de sorte qu'à son lever, le maître du château voyait d'un coup d'œil les visites qu'il avait à rendre. »
L'Empereur Joseph II lui-même, voyageant en France au printemps de 1777 sous l'incognito du comte de Falckenstein, honora de sa visite « la charmante maison » de Magnanville : « Il y rencontra le célèbre Jeliotte [célèbre chanteur alors âgé de 64 ans] qu'il pria de chanter. Ce virtuose s'étant placé au clavecin, chanta, à ce qu'on assure, comme au temps où sa voix ravissait toute la France. M. le Comte de Falckenstein l'en remercia dans les termes les plus obligeants. »
Tavernier de Boullongne fait construire une salle de comédie par l'architecte Jean-Jacques Huvé, fils de son intendant, et « afin que rien ne manquât dans ce séjour de satrape, [il] avait fait une collection de tous les costumes imaginables ». Il entreprend de transformer en parc à l'anglaise le jardin à la française des Savalette, mais il n'a pas le temps de le voir pousser : il meurt à la veille de la Révolution en laissant une fortune passablement obérée par ses folles dépenses et surtout par celles de son fils Jean-Baptiste.
Dans son testament du 2 janvier 1783, Boullongne de Préninville doit envisager la vente de son domaine de Magnanville, lequel, dit-il, « dans l'état présent des choses », ne convient plus ni à son fils, ni encore moins à ses petits-enfants. « Je suis donc décidé, ajoute-t-il, à leur en faire le sacrifice, à m'en priver et à le vendre de mon vivant. » S'il ne peut le faire lui-même, il veut que cette vente ait lieu aussitôt après sa mort. Il regarde cette vente « comme essentielle au bien de sa famille dans la position où elle se trouve aujourd'hui ».

### Le vicomte Morel de Vindé (1791-1803)
Les enfants de Boullongne de Préninville vendent la propriété le 28 mars 1791 au vicomte Morel de Vindé pour 60 000 livres de rentes sur la Ville de Paris plus 20 000 francs de pot-de-vin ou trousseau donné à chacune des deux filles de Jean-Baptiste de Boullongne.
« L'austérité de la robe, la sage économie du maître et surtout la Révolution, écrit Frénilly, ne laissèrent plus de magnificence que dans les pierres, les meubles et les souvenirs. [...] La vie devint patriarcale, mais avec élégance, bonne compagnie et bonne chère. On ne pouvait y trouver à dire que la solitude que faisaient ces vastes salles autour de quinze à vingt amis, car les personnes qui se cherchent aiment que les murs les rapprochent. À cela près, l'existence y était charmante. Les matinées se passaient dans une liberté complète. Entre le déjeuner et le dîner, on allait chasser, ou bien on montait à cheval avec M. de Vindé qui était fou de cet exercice. Le soir, après la promenade des dames, on faisait des lectures, on jouait des jeux de société, on improvisait des charades ou des proverbes. Tout le magasin de costumes était à notre disposition. »
Après la mort de sa fille, la comtesse Terray de Rozières, survenue au château, Morel de Vindé, désespéré, vend Magnanville à la condition que l'acquéreur le démolisse et se retire au château de La Celle à La Celle-Saint-Cloud, qu'il acquiert en 1804. En 1803, le château encore meublé et ses dépendances sont acquis par Jean-Baptiste et Théodore Daubresse qui procèdent au morcellement du domaine, vendent le mobilier, exploitent les coupes de bois et font démolir le château.

### La reconstruction du château
Ce qu'il en reste est acheté en 1807 par le baron Jacques-Florent Robillard (1757-1834), régent de la Banque de France, qui fait refaire l'aile actuellement visible. Après lui, le domaine passe à son fils, le baron Jacques Edmond Robillard de Magnanville (1816-1877). Au décès de celui-ci, sa veuve vend le château en 1878. Il est adjugé au peintre Georges Clairin.
Le comte Alfred de Gramont (1856-1915), fils cadet du duc de Gramont, lui succède en 1898. En 1928, sa veuve vend ce qui reste du domaine, soit 56 hectares, à l'Association Léopold Bellan qui y ouvre un sanatorium et une maison de retraite. Pendant la Seconde Guerre mondiale, le bâtiment est transformé en hôpital militaire. C'est aujourd'hui le Centre de gérontologie clinique Léopold Bellan.

## Architecture

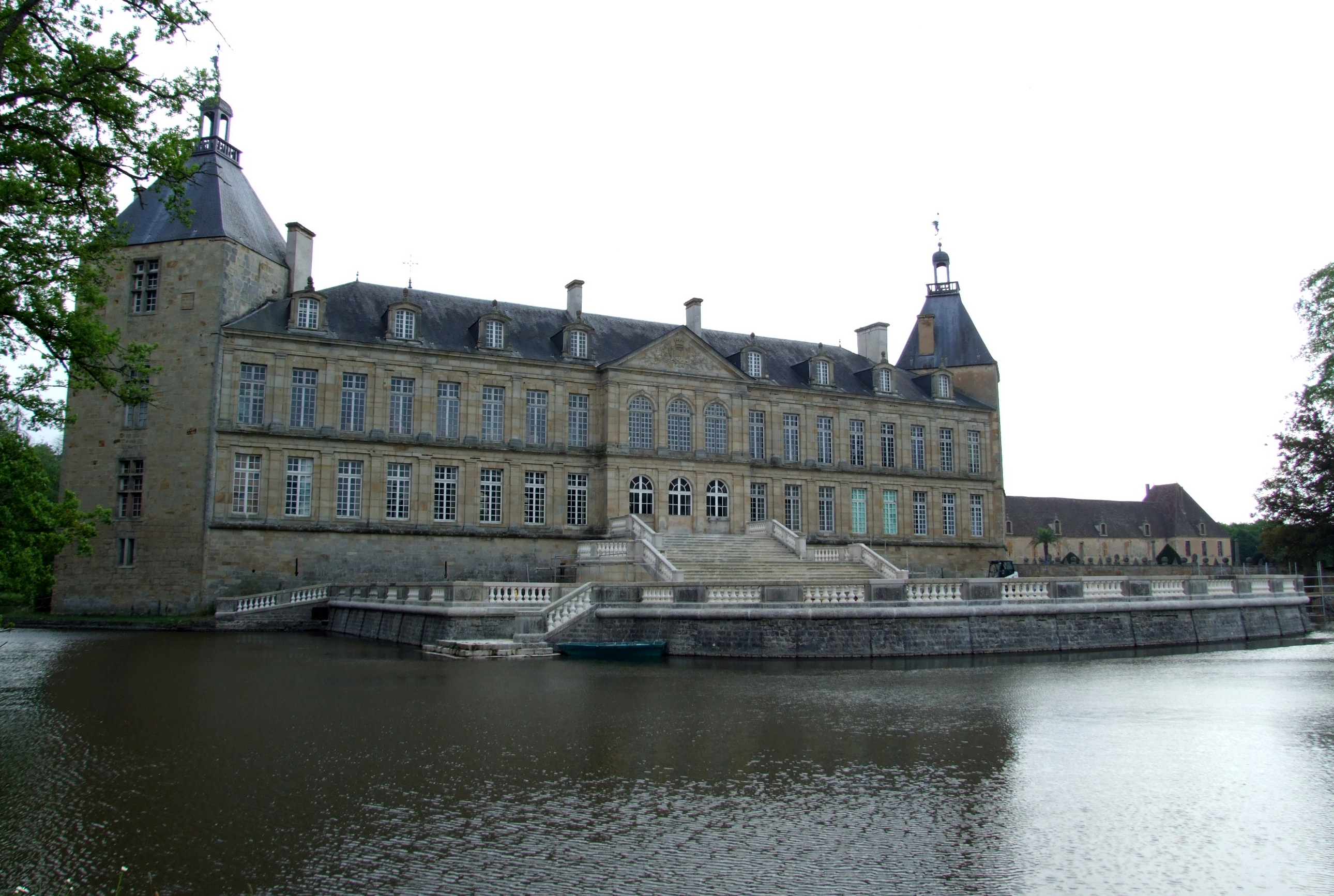
La façade nord du château de Sully, également construite par François II Franque, comporte 19 travées comme celles du château de Magnanville.

Selon Dezallier d'Argenville, le château de Magnanville avait la forme d'un rectangle flanqué de deux pavillons. Il était entièrement construit en pierre de taille, à la différence du château de La Ferté-Vidame auquel il a parfois été comparé pour la magnificence et l'ampleur. Ses longues façades comportaient dix-neuf travées, comme la façade nord du château de Sully à Sully (Saône-et-Loire), construite pour le marquis de Vianges également par François II Franque.
Du côté de l'arrivée, l'avant-corps central était embrassé dans sa hauteur par quatre colonnes ioniques et couronné d'un fronton et d'une calotte portant une terrasse.
Sur le jardin, des pilastres soutenaient au centre un attique et des vases.
Un entablement régnait au même niveau tout autour de l'édifice. « L'ensemble témoignait d'une conception indépendante et annonciatrice du style Louis XVI. »

## Aménagement intérieur
« Intérieurement, l'appareillage de quelques voûtes faisait honneur à la tradition des Franque et le décor était recherché. » Le château contenait 4 grands appartements de maître au rez-de-chaussée et 22 appartements de maître au premier étage et dans les attiques. Selon le baron de Frénilly : « Les appartements étaient si complets que j'avais au second une grande chambre à coucher à deux fenêtres avec alcôve, deux garde-robes, une chambre de domestique et un très joli cabinet. ».
Dufort de Cheverny, ami de Tavernier de Boullongne de Préninville, fut fréquemment l'hôte du château de Magnanville qu'il évoque dans ses célèbres Mémoires : « Le château, des plus magnifiques, avait en bas sept salons, plus beaux les uns que les autres, et au moins cinquante appartements tous bien meublés. Ceux du grand château étaient composés d'une antichambre, une chambre à coucher, un salon, des cabinets, et tous les logements nécessaires pour les domestiques. »
Le grand salon, en boiseries, était décoré de huit trophées des arts et de l'agriculture et de dessus-de-porte de Jean-Baptiste Oudry. La salle à manger était ornée de trompe-l'œil d'architecture par les Brunetti. Le grand cabinet de compagnie présentait des compositions de Charles-Michel-Ange Challe et le salon de musique les Quatre Saisons de François Boucher, variante de celles de l'hôtel du Garde-meuble. La chapelle était décorée d'un ordre dorique en pilastres.
Le théâtre fut créé par l'architecte Jean-Jacques Huvé pour le compte de Tavernier de Boullongne. « La salle de comédie était au second, rapporte le baron de Frénilly, sous un petit dôme, au milieu du château. ».

## Sources
- Gabriel Caix de Saint-Aymour (préf. André Michel), Une famille d'artistes et de financiers aux XVIIe et XVIIIe siècles, les Boullongne, Paris, H. Laurens, 1919, XI-340 p. (lire en ligne)
- Michel Gallet, Les Architectes parisiens du XVIIIe siècle : Dictionnaire biographique et critique, Paris, Éditions Mengès, 1995, 494 p. (ISBN 978-2-85620-370-5), p. 210-211
- Jean-Claude Huvé, Un architecte des Lumières : Jean-Jacques Huvé, 1742-1808 : sa vie, sa famille, ses idées, Paris, L'Harmattan, 1994, 143 p. (ISBN 978-2-7384-3055-7, LCCN 97218313), p. 10-13